# Lascahobas
Lascahobas (em crioulo, Laskawobas), é uma comuna do Haiti, situada no departamento do Centro e no arrondissement de Lascahobas. De acordo com o censo de 2003, sua população total é de 46.547 habitantes.